# جنی گیبونز
جنیفر "جنی" آن مک‌کینون سیدی-گیبونز (زادهٔ ۱۲ مرداد ۱۳۶۷) یک فضانورد، مهندس و دانشگاهی کانادایی است. آژانس فضایی کانادا (CSA) او
کج را به‌عنوان یکی از دو عضو گروه فضانوردان ۲۰۱۷ در کنار جاشوا کاتریک انتخاب کرد. در سال ۲۰۲۳، "CSA" او را به‌عنوان پشتیبان جرمی هانسن برای مأموریت پرواز بر فراز ماه "آرتمیس ۲" منصوب کرد. از زمان اعلام مأموریت "CSA" در سال ۲۰۲۳، او از نام خانوادگی همسرش، جنی گیبونز، استفاده می‌کند.

## اوایل زندگی و تحصیلات
جنیفر آن مک‌کینون سیدی در ۱۲ مرداد ۱۳۶۷ در کلگری متولد شد. او مدرک کارشناسی مهندسی را با افتخار در مهندسی مکانیک از دانشگاه مک‌گیل دریافت کرد. او در این دانشگاه در همکاری با "CSA" و آزمایشگاه تحقیقات پرواز "شورای ملی تحقیقات کاناداً دربارهٔ انتشار شعله در شرایط ریز گرانش پژوهش کرد.
در سال ۲۰۱۵، او مدرک دکتری خود را در مهندسی از کالج جیزز، کمبریج دریافت کرد. پژوهش دکترای او که تحت نظارت پروفسور نونداس ماستوراکوس انجام شد، بر فرآیندهای احتراقی متمرکز بود.

## فعالیت دانشگاهی
پیش از پیوستن به "CSA"، گیبونز مدرس موتورهای احتراق داخلی در دانشکده مهندسی دانشگاه کمبریج بود. پژوهش‌های او بر پویایی‌های شعله‌های آشفته و کاهش آلاینده‌ها در سیستم‌های احتراقی متمرکز بود. او همچنین به دانشجویان مقطع کارشناسی و تحصیلات تکمیلی در بخش انرژی، مکانیک سیالات و توربوماشینری در موضوعاتی مانند تولید انرژی، ترمودینامیک و فیزیک شعله تدریس می‌کرد.
در سال ۲۰۱۶، گیبونز برنده جایزه «مهندس زن جوان سال» از «مؤسسه مهندسی و فناوری» و همچنین جایزه «مهندس جوان سال» از «آکادمی سلطنتی مهندسی» شد.

## فعالیت در "CSA"

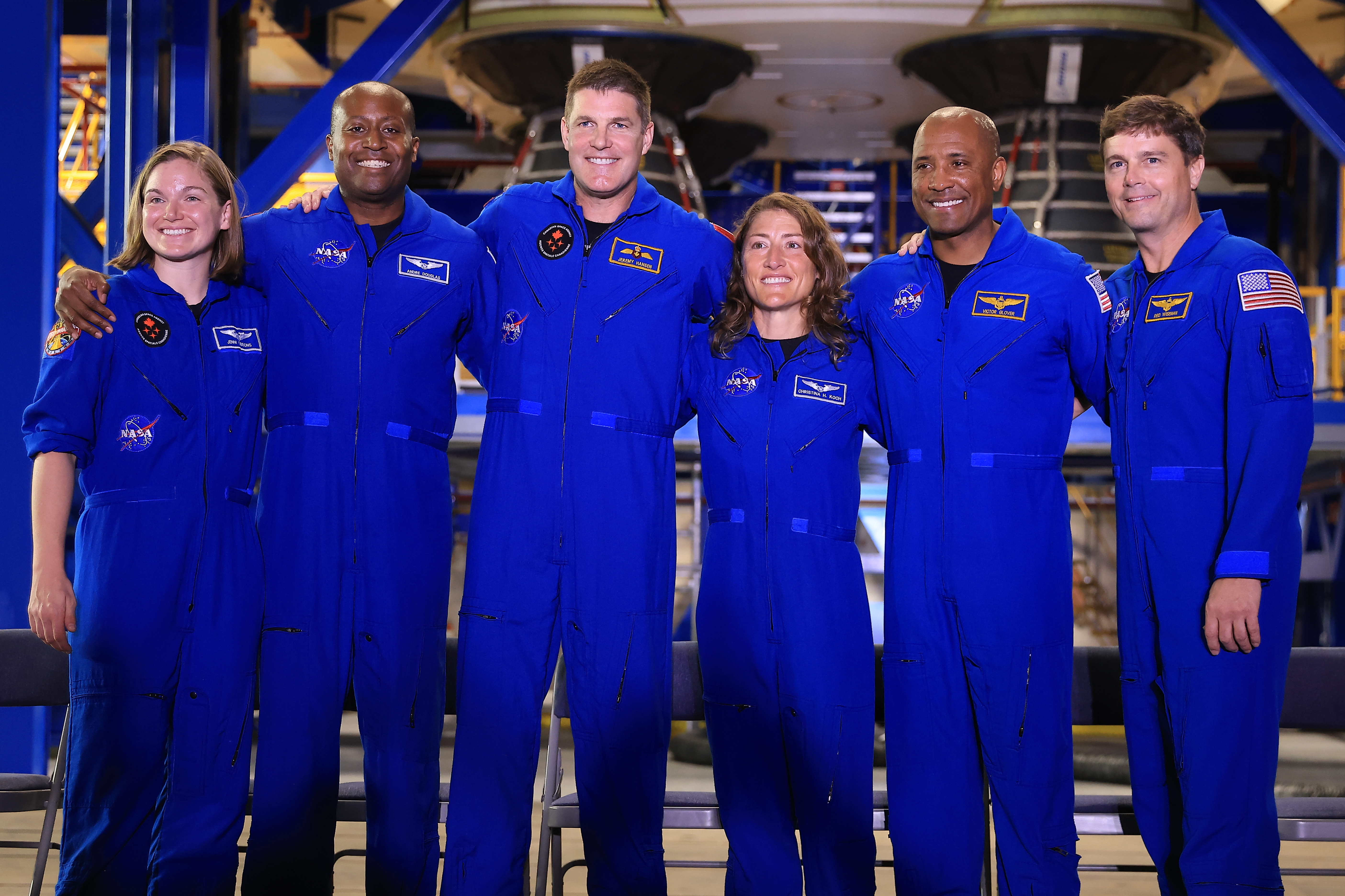
گیبونز (چپ) همراه با دیگر اعضای پشتیبان و اصلی مأموریت "آرتمیس ۲" پس از یک کنفرانس خبری در آذر ۱۴۰۳

"CSA" گیبونز را در سال ۲۰۱۷ در چهارمین دوره جذب فضانوردان خود انتخاب کرد و او به همراه جاشوا کاتریک به گروه فضانوردان ۲۰۱۷ پیوست. او سومین زن فضانورد "CSA" پس از رابرتا بوندار و جولی پایت بود. در ۲۸ سالگی، او جوان‌ترین فضانورد انتخاب‌شده توسط این سازمان شد.
در تیر ۱۳۹۶، گیبونز به هوستون نقل مکان کرد تا در «برنامه آموزشی نامزدهای فضانوردی ناسا» در مرکز فضایی جانسون آموزش ببیند. او این دوره را همراه با کلاس فضانوردان ۲۰۱۷ ناسا گذراند.
در ۱ آذر ۱۴۰۲، "CSA" طی مراسمی رسمی اعلام کرد که گیبونز به‌عنوان پشتیبان جرمی هانسن در مأموریت "آرتمیس ۲" خدمت خواهد کرد. این مأموریت که بخشی از برنامه "آرتمیس" ناسا است، قرار است زودتر از فروردین ۱۴۰۵ انجام نشود.